# Рашновска тврђава
Рашновска тврђава или замак Рашнов (рум. Cetatea Râșnov) налази се у Рашнову, округ Брашов, Румунија.

## Историја
Тврђава се уздиже на 200 метара непосредно изнад града Рашнова. Такође је позната и као „тврђава сељака”, смештена на познатом трговачком путу који повезује покрајине Влашку и Трансилванију. Разликује се од других саских утврђења, јер је изграђена као склониште за избеглице током дугих историјских периода.
Први пут се помиње у званичним документима из 1331. године као утврђење које су вероватно створили витезови Тевтонског реда, за одбрану против татарских освајања. Касније су је проширили досељеници Саси. Саграђена је у једноставном архитектонском стилу, по угледу на стара средњовековна утврђења. Обухвата спољно и унутрашње двориште. У источном делу спољњег дворишта налазе се утврђене зидине са четвороугаоном кулом. На улазу у двориште је камена конструкција кружног облика, са пуно отвора и испуста. У унутрашњости тврђаве виде се остаци многих средњовековних кућа које су омогућиле склониште за локално становништво током напада, у оквиру комплекса се налазе школа и капела. У утврђењу је било вероватно најмање тридесетак кућа, као и друге грађевине намењене потребама становништва.
Одбрамбени систем тврђаве обухвата девет кула, два бедема и покретни мост. Окружена је падинама висине 150 метара од севера, југа и запада, а само једном у историји приморана је на предају, 1612. године, када су турски освајачи успели да се пробију у тврђаву. Оштећена је у пожару 1718. године, обновљена наредних година. Следеће велико оштећење било је у земљотресу 1802. године. Последњи пут је коришћена као склониште током револуције 1848. године, након чега је напуштена.
Рестаурација и обнова тврђаве је завршена 2010. године. Ова знаменитост је постала атрактивна туристичка дестинација како за посетиоце из Румуније тако и из целог света.